# Huracán Bertha (1990)
El huracán Bertha causó daños menores en los Estados Unidos, las Bermudas y el Canadá Atlántico en julio y agosto de 1990. Fue el tercer ciclón tropical, segunda tormenta nombrada y primer huracán de la temporada de huracanes del Atlántico de 1990, Bertha se desarrolló a partir de un área frontal de baja presión mar adentro de Carolina del Norte el 24 de julio. Inicialmente subtropical, adquirió lentamente características tropicales mientras se movía hacia el sureste y luego hacia el suroeste. A primeras horas del 27 de julio, el ciclón fue reclasificado como depresión tropical. Después de su transición, la depresión se intensificó y pasó a ser la tormenta tropical Bertha el 28 de julio. Luego, la tormenta giró hacia el noreste y se fortaleció rápidamente. Bertha se convirtió en huracán temprano el 29 de julio, aunque se debilitó nuevamente a tormenta tropical ese mismo día. Al día siguiente, Bertha volvió a intensificarse hasta convertirse en huracán y alcanzó su punto máximo como huracán de categoría 1 con vientos de 130 km/h (80,8 mph) el 31 de julio.
A primeras horas del 2 de agosto, Bertha tocó tierra cerca de Sydney, Nueva Escocia mientras se debilitaba y volvía a convertirse en un ciclón extratropical. Grandes olas impactaron en la costa este de los Estados Unidos. Se reportaron olas de 7,6 a 15,2 m (24,9 a 49,9 pies) a lo largo de la costa de Carolina del Norte. En Florida, el mar embravecido provocó dos muertes por ahogamiento, así como al menos 200 rescates de salvavidas. Otras siete muertes por ahogamiento ocurrieron en alta mar cuando el S.S. Corazón se hundió cerca de Cabo Cod. Se produjo un impacto mínimo en Bermuda, limitado principalmente a ráfagas de viento con fuerza de tormenta tropical. En Canadá, fuertes vientos causaron daños moderados a los cultivos en la Isla del Príncipe Eduardo y derrumbaron un puente colgante en Nueva Escocia. Las precipitaciones provocaron inundaciones menores en la región. En general, Bertha causó nueve muertes y aproximadamente 3,91 millones (1990 USD 9.12 millones 2025 USD) en daños.

## Historia Meteorológica
Un frente frío avanzó hacia el este a través de los Estados Unidos a mediados de julio y llegó a la costa este de los Estados Unidos el 23 de julio. Al día siguiente, se desarrolló un área de baja presión justo al sureste de Cabo Hatteras, Carolina del Norte, y rápidamente se convirtió en una depresión subtropical. En asociación con una borrasca cercana en el nivel superior, la depresión se desplazó rápidamente hacia el sureste antes de girar hacia el suroeste. La depresión subtropical se organizó gradualmente. Convección se desarrolló más cerca del centro de circulación a medida que desaceleró gradualmente mientras continuaba hacia el suroeste y el 27 de julio, el sistema se organizó en la depresión tropical Tres mientras se ubicaba a unas 540 km (335,5 mi) al este de Daytona Beach , Florida.
Al hacer la transición a un ciclón tropical, la depresión ejecutó un bucle alargado en sentido contrario a las agujas del reloj hacia el noreste. Las condiciones favorecían una mayor intensificación y, según los informes de los barcos, se estima que la depresión se intensificó hasta convertirse en la tormenta tropical Bertha a principios del 28 de julio. Bertha se fortaleció rápidamente hasta alcanzar la categoría de huracán a principios del 29 de julio, aproximadamente a mitad de camino entre Cabo Cañaveral, Florida y las Bermudas. Sin embargo, el fortalecimiento fue breve, ya que el aumento de la cizalladura del viento vertical la debilitó de nuevo a tormenta tropical a última hora del 29 de julio, con el centro expuesto a la convección profunda. Bertha continuó lentamente hacia el noreste hasta la cresta del anticiclón de las Bermudas que se extiende hacia el oeste hasta los Estados Unidos.
Operacionalmente, los pronosticadores del Centro Nacional de Huracanes especularon si Bertha estaba en transición a un [ciclón subtropical, debido a que su convección profunda se ubicaba, a veces, a más de 320 km (198,8 mi) del centro. Sin embargo, la convección volvió progresivamente al centro y, a última hora del 30 de julio, Bertha volvió a intensificarse hasta convertirse en huracán cuando la convección cubrió el centro, a unas 670 km (416,3 mi) al este de donde se formó por primera vez. A primera hora del 31 de julio, el huracán alcanzó brevemente vientos máximos de 130 km/h (80,8 mph) antes de debilitarse y acelerar hacia el noreste a medida que la cresta de alta presión se erosionaba lentamente. Bertha mantuvo el estado de huracán a medida que se acercaba al Atlántico de Canadá y alcanzó vientos de 130 km/h (80,8 mph) antes de debilitarse y tocar tierra cerca de Sydney, Nueva Escocia el 1 de agosto con vientos de 115 km (71,5 mi). La tormenta se estaba convirtiendo en un ciclón extratropical mientras se acercaba al Atlántico de Canadá y perdió todas las características tropicales poco después de llegar a tierra. Los remanentes extratropicales debilitados de Bertha giraron hacia el norte en el Golfo de San Lorenzo y perdieron su identidad poco después.

## Preparativos e impacto

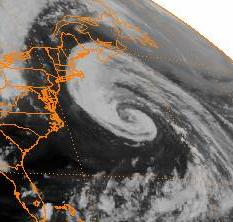
Imagen del huracán Bertha

La formación de Bertha en las proximidades de la costa este de los Estados Unidos incitó a los residentes a abastecerse de suministros de emergencia y monitorear la tormenta. El Centro Meteorológico Marítimo de Canadá y el Centro Nacional de Huracanes comenzaron a emitir advertencias para Nueva Escocia y la mayor parte del Atlántico canadiense el 31 de julio y el 1 de agosto. Al día siguiente, todas las advertencias y avisos para el Atlántico canadiense se retiraron cuando Bertha se disipó.
La amplia circulación de Bertha produjo olas altas a lo largo de la costa sureste de los Estados Unidos, en Carolina del Norte fueron de 7,5 a 15,5 m (24,6 a 50,9 pies). Las olas causaron una erosión de la playa menor a lo largo de la costa de Carolina del Norte, incluidos los Outer Banks. En Florida, las corrientes de resaca de Bertha provocaron la muerte de dos personas y otros 200 nadadores fueron rescatados del mar embravecido. El vórtice de Bertha bloqueó la brisa marina del sur de Florida. Como resultado, se registraron temperaturas récord en West Palm Beach, Miami, Hollywood y Miami Beach; las temperaturas también empataron récords en Fort Lauderdale. El calor extremo también destrozó numerosas puertas corredizas de vidrio y agotó varios aires acondicionados.
Mar adentro, varios barcos entraron en contacto con Bertha, muchos informaron de vientos sostenidos de 55 a 95 km/h (34,2 a 59,0 mph) y un barco canadiense informó una presión barométrica de 985 mbar. El único naufragio reportado causado por Bertha fue cuando el Corazón, un carguero griego volcó y se hundió durante la tormenta. El barco, que estaba frente a la costa de Cabo Cod en el momento de su hundimiento, experimentaba fuertes vientos de hasta 125 km/h (77,7 mph) y olas de 9 m (29,5 pies). El mar embravecido hizo que la quilla del barco se rompiera, lo que provocó que los tripulantes enviaran una señal de socorro y evacuaran el barco que se hundía. Durante la evacuación, un tripulante se ahogó cuando intentaba abordar un bote salvavidas, su cuerpo fue encontrado más tarde por un barco mercante soviético. Otro barco mercante, el Vyapel, vio a doce de los 27 marineros en su balsa salvavidas y la tripulación del Vyapel intentó rescatar a los marineros, pero fue en vano, ya que el mar embravecido hizo que la balsa salvavidas se acercara a la zona de la hélice y el timón del barco. La turbulencia provocada por la hélice del buque tiró al agua a siete marineros, cinco de ellos se ahogaron y la búsqueda de sus cuerpos continuó hasta el día siguiente. Los 21 marineros restantes fueron rescatados más tarde por tripulaciones de otros cargueros y barcos mercantes. Una investigación realizada por la Guardia Costera de los Estados Unidos reveló que los botes salvavidas del Corazón estaban en muy malas condiciones para usar en caso de una emergencia.
Inicialmente, el Centro Nacional de Huracanes informó de la posibilidad de que Bertha impactara en Bermudas. Sin embargo, la tormenta pasó por alto las Bermudas, y causó solo efectos menores en la isla, limitado a mares agitados y ráfagas de viento que alcanzan las 70 km/h (43,5 mph).
En el Atlántico canadiense, Bertha trajo fuertes vientos con fuerza de tormenta tropical y fuertes lluvias. Dos estaciones meteorológicas en Baddeck, Nueva Escocia y Hunter's Mountain registraron 177 mm (7 plg) de lluvia. En la Isla del Príncipe Eduardo, la tormenta produjo una ráfaga de viento de 115 km/h (71,5 mph) y 102 mm (4 plg) de lluvia. Una estación meteorológica en Port-aux-Basques, Terranova y Labrador informó una ráfaga de viento de 100 km/h (62,1 mph) y 50 mm (2 plg) de lluvia . Los fuertes vientos traídos por Bertha causaron daños moderados a los cultivos de tabaco y maíz en la Isla del Príncipe Eduardo y dañaron un puente colgante en Nueva Escocia. Las fuertes lluvias de Bertha causaron inundaciones mínimas en un campo de golf. En Peggys Cove, Nova Scotia, seis personas resultaron heridas cuando las olas de Bertha las arrastraron al mar. Los daños se estimaron en 4,427 millones (1990 CAD).